# Pump Up the Valuum
Albums de NOFX
So Long and Thanks for All the Shoes
(1997) The War on Errorism
(2003)
Pump Up the Valuum est le huitième album studio de NOFX sorti sur le label Epitaph. La pochette de l'album a été dessinée par Bill Burton, le frère de Tim Burton.
Le titre de l'album est un jeu de mots fondé sur l'expression « Pump up the volume » (« Monte le son ») et fait référence au produit pharmaceutique Valium, la différence d'orthographe ayant été effectuée volontairement afin d'éviter des poursuites judiciaires.

## Pistes
1. And Now for Something Completely Similar – 0:58
2. Take Two Placebos and Call Me Lame – 2:25
3. What's the Matter With Parents Today? – 1:58
4. Dinosaurs Will Die – 2:58
5. Thank God It's Monday – 1:39
6. Clams Have Feelings Too (Actually They Don't) – 2:32
7. Louise – 1:49
8. Stranger Than Fishin' – 1:05
9. Pharmacist's Daughter – 1:58
10. Bottles to the Ground – 2:20
11. Total Bummer – 2:13
12. My Vagina – 2:36
13. Herojuana – 2:46
14. Theme from a NOFX Album – 4:18